# Finale della UEFA Champions League 1992-1993
La finale della 38ª edizione di UEFA Champions League (la prima con la nuova denominazione) è stata disputata il 26 maggio 1993 all'Olympiastadion di Monaco di Baviera tra Olympique Marsiglia e Milan. All'incontro hanno assistito circa 65 000 spettatori. La partita, arbitrata dallo svizzero Kurt Röthlisberger, ha visto la vittoria per 1-0 del club francese.

## Le squadre
| Squadre             | Partecipazioni precedenti (il grassetto indica la vittoria) |
| ------------------- | ----------------------------------------------------------- |
| Olympique Marsiglia | 1 (1991)                                                    |
| Milan               | 5 (1958, 1963, 1969, 1989, 1990)                            |

## Il cammino verso la finale
L'Olympique Marsiglia di Raymond Goethals esordisce al primo turno contro i nordirlandesi del Glentoran, passando agilmente il turno con un complessivo 8-0. Al secondo turno i rumeni della Dinamo Bucarest si dimostrano coriacei, fermando i francesi al Național sullo 0-0, ma perdendo il ritorno al Vélodrome 2-0. In seguito al sorteggio è inserito nel gruppo A insieme ai belgi del Club Bruges, agli scozzesi dei Rangers e ai russi del CSKA Mosca, superando il turno come primo classificato restando imbattuto, totalizzando 9 punti e segnando 14 reti, di cui 6 solo nella partita casalinga contro i moscoviti.

Il fantasista del PSV Romário nella morsa dei milanisti De Napoli (a sinistra) e Maldini (a destra), durante la fase a gironi Champions League.

Il Milan di Fabio Capello inizia il cammino europeo al primo turno contro gli sloveni dell'Olimpia Lubiana passando il turno agilmente con un risultato complessivo di 7-0. Al secondo turno i cecoslovacchi dello Slovan Bratislava si arrendono ai rossoneri sia in casa che in trasferta, rispettivamente coi risultati di 1-0 e 4-0. In seguito al sorteggio è inserito nel gruppo B insieme agli svedesi dell'IFK Göteborg, agli olandesi del PSV e ai lusitani del Porto, superando il turno come primo classificato totalizzando 12 punti.

## La partita
Marsiglia e Milan si affrontano nuovamente dopo che nei quarti di finale del '91 i rossoneri furono sconfitti e squalificati per un anno. La partita di ritorno a Marsiglia era stata sospesa all'87º minuto, sul risultato di 1-0 per l'Olympique Marsiglia, dopo che il Milan si era rifiutato di continuare a giocare in seguito allo spegnimento di uno dei riflettori dello stadio. La squadra italiana era stata per questo squalificata per un anno dalle competizioni internazionali oltre a subire la sconfitta a tavolino per 3-0. Le compagini appaiono sin da subito le candidate stagionali a disputarsi il trofeo in finale, tranne per qualche sprazzo positivo dei Rangers di Glasgow. Entrambe le squadre giungono imbattute all'appuntamento di Monaco, ma i milanesi ci arrivano da favoriti avendo vinto tutte le dieci gare disputate mettendo a segno 23 reti e subendone solo una.

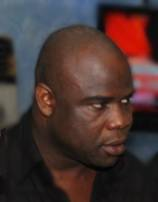
Il marsigliese Basile Boli che decise la finale

La partita all'Olympiastadion non è però quella che i tifosi rossoneri si aspettano, con la squadra che non è più quella brillante vista in inverno, complici le scelte di turn-over adottate dal tecnico friulano. Capello infatti esclude Ruud Gullit e Jean Pierre Papin, schierando Marco Van Basten e Roberto Donadoni non al meglio e Daniele Massaro che, così come Gianluigi Lentini, non si dimostra agile come nei giorni passati, pur mancando due clamorose palle gol con Massaro e Van Basten. La squadra del presidente Bernard Tapie, dunque, dapprima si pone sulla difensiva ma pian piano, rendendosi conto che sta affrontando un Milan non irresistibile, esce fuori dal guscio e sul finire del primo tempo passa addirittura in vantaggio con una rete di Basile Boli, da calcio d'angolo battuto da Abedi Pelé.
Il Milan avrebbe tutta la seconda frazione per risalire la china, ma la squadra non è in serata e la partita si avvia verso l'inesorabile sconfitta. A festeggiare sono i marsigliesi che, per la prima volta nella storia, portano il trofeo in Francia. Tuttavia poche settimane più tardi il club francese sarà coinvolto nel cosiddetto Affaire VA-OM che vedrà il Marsiglia privato del titolo nazionale, retrocesso in seconda divisione ed escluso dalla UEFA Champions League l'anno successivo. Inoltre la squadra francese verrà esclusa dalla Supercoppa Europea e dalla Coppa Intercontinentale, che il Milan disputerà da supplente, perdendo entrambi i trofei.
Nel 2006 l'ex calciatore del Marsiglia Jean-Jacques Eydelie pubblica la sua biografia in cui sostiene che la sua squadra, ad eccezione di Rudi Völler, avesse fatto abbondante uso di farmaci dopanti prima della finale contro il Milan. Diversi ex giocatori del club francese, nonché l'ex presidente Bernard Tapie, negarono con forza tali affermazioni, e la conseguente inchiesta dell'UEFA in merito si risolse in un nulla di fatto.

## Tabellino
| Arbitro: | Röthlisberger |

|          |           |  |
| Boli 43’ | Marcatori |  |

| Olympique Marsiglia | Milan |

| Olympique Marsiglia |    |                        |     |     |
|                     |    |                        |     |     |
| P                   | 1  | Fabien Barthez         | 70’ |     |
| D                   | 2  | Jocelyn Angloma        |     | 62’ |
| D                   | 3  | Éric Di Meco           | 31’ |     |
| D                   | 4  | Basile Boli            | 56’ |     |
| C                   | 5  | Franck Sauzée          |     |     |
| D                   | 6  | Marcel Desailly        |     |     |
| D                   | 7  | Jean-Jacques Eydelie   |     |     |
| A                   | 8  | Alen Bokšić            |     |     |
| A                   | 9  | Rudi Völler            |     | 79’ |
| A                   | 10 | Abedi Pelé             |     |     |
| C                   | 11 | Didier Deschamps       |     |     |
| A disposizione:     |    |                        |     |     |
| C                   | 12 | Jean-Christophe Thomas |     | 79’ |
| D                   | 13 | Bernard Casoni         |     |     |
| C                   | 14 | Jean-Philippe Durand   |     | 62’ |
| C                   | 15 | Jean-Marc Ferreri      |     |     |
| P                   | 16 | Pascal Olmeta          |     |     |
| Allenatore:         |    |                        |     |     |
| Raymond Goethals    |    |                        |     |     |

| P               | 1  | Sebastiano Rossi      |     |     |
| D               | 2  | Mauro Tassotti        |     |     |
| D               | 3  | Paolo Maldini         |     |     |
| C               | 4  | Demetrio Albertini    |     |     |
| D               | 5  | Alessandro Costacurta |     |     |
| D               | 6  | Franco Baresi         |     |     |
| C               | 7  | Gianluigi Lentini     | 39’ |     |
| C               | 8  | Frank Rijkaard        |     |     |
| A               | 9  | Marco van Basten      |     | 86’ |
| C               | 10 | Roberto Donadoni      |     | 58’ |
| A               | 11 | Daniele Massaro       |     |     |
| A disposizione: |    |                       |     |     |
| P               | 12 | Carlo Cudicini        |     |     |
| D               | 13 | Stefano Nava          |     |     |
| C               | 14 | Stefano Eranio        |     | 86’ |
| C               | 15 | Alberico Evani        |     |     |
| A               | 16 | Jean-Pierre Papin     |     | 58’ |
| Allenatore:     |    |                       |     |     |
| Fabio Capello   |    |                       |     |     |